# Henryk Piekarz
Henryk Piekarz (ur. 13 lipca 1907 w Krakowie, zaginął w czasie II wojny światowej) – polski piłkarz występujący na pozycji obrońcy.
Piekarz był wychowankiem Olszy Kraków, w której występował w latach 1925–1929. W sezonie 1929 zasilił pierwszoligową Cracovię, w której grał do 1935 roku. W „Pasach” zadebiutował 13 października 1929 roku w wygranym 6:1 meczu z 1. FC Katowice. Piekarz zdobył z Cracovią w sezonie 1930 tytuł mistrza Polski.

## Statystyki klubowe
| Sezon | Klub     | Liga   | Liga krajowa | Liga krajowa |
| ----- | -------- | ------ | ------------ | ------------ |
| Sezon | Klub     | Liga   | Mecze        | Bramki       |
| 1929  | Cracovia | I Liga | 4            | 0            |
| 1930  | Cracovia | I Liga | 2            | 0            |
| 1931  | Cracovia | I Liga | 0            | 0            |
| 1932  | Cracovia | I Liga | 0            | 0            |
| 1933  | Cracovia | I Liga | 0            | 0            |
| 1934  | Cracovia | I Liga | 0            | 0            |
| 1935  | Cracovia | I Liga | 0            | 0            |
| Razem | Razem    | Razem  | 6            | 0            |

## Sukcesy

### Cracovia
- Mistrzostwo Polski w sezonie 1930